# Lambach
Lambach je městys v rakouské spolkové zemi Horní Rakousy, v okrese Wels-venkov. Žije zde přibližně 3 400 obyvatel.